# Павлюченкова, Анастасия Сергеевна
Анастаси́я Серге́евна Павлюче́нкова (род. 3 июля 1991, Самара) — российская теннисистка; чемпионка Олимпийских игр 2020 года в миксте; финалистка одного турнира Большого шлема в одиночном разряде (Открытый чемпионат Франции-2021); победительница 18 турниров WTA (12 — в одиночном разряде); обладательница Кубка Билли Джин Кинг (2021) и трёхкратная финалистка Кубка Федерации в составе национальной сборной России; победительница трёх юниорских турниров Большого шлема в одиночном разряде; победительница пяти юниорских турниров Большого шлема в парном разряде; бывшая первая ракетка мира в юниорском рейтинге. Заслуженный мастер спорта России (2021).

## Биография
Одна из двух детей Сергея и Марины Павлюченковых, отец занимался греблей, а мать — плаванием. Брат Александр также некоторое время профессионально играл в теннис, а позже вошёл в команду, путешествующую с Павлюченковой по турнирам и помогающую ей в тренировках. Бабушка профессионально играла в баскетбол, а дедушка входил в группу арбитров по этому виду спорта в СССР.
Павлюченкова пришла в теннис в 6 лет, вместе со своими родителями. Во время игры предпочитает действовать у задней линии. Любимое покрытие — грунт, любимый удар — форхенд по линии.

## Спортивная карьера

### Начало карьеры
Юниорская карьера
Павлюченкова обратила на себя внимание на юниорском уровне. 31 января 2006 года в возрасте 14 лет она выиграла Открытый чемпионат Австралии в одиночных и парных соревнованиях среди девушек. В финале одиночек среди девушек она переиграла 15-летнюю Каролину Возняцки, а в парном разряде победила в дуэте с канадкой Шэрон Фичмен. Победа в Австралии позволила россиянке стать лидером юниорского рейтинга. В июне того же года Павлюченкова вышла в финал юниорского Открытого чемпионата Франции, но проиграла в борьбе за титул Агнешке Радваньской. В парном розыгрыше среди девушек она выиграла соревнования на Ролан Гаррос, сыграв в команде с Каролиной Возняцки. На Уимблдонском турнире Павлюченкова также победила в парном разряде среди девушек, выступив на этот раз с румынкой Александрой Дулгеру. Юниорский Открытый чемпионат США также завершился положительным результатом. Павлюченкова выиграла в одиночках. В финале она обыграла Тамиру Пашек из Австрии. В парных соревнованиях дошла до финала в альянсе с Шэрон Фичмен.
На следующий год Павлюченкова второй раз подряд выиграла Открытый чемпионат Австралии среди юниоров. В финале турнира она переиграла американку Мэдисон Бренгл. Летом 2007 года на Уимблдоне первенствовала в парном разряде в партнёрстве с Урсулой Радваньской. Последний титул на юниорском уровне она взяла в январе 2008 года, когда смогла выиграть парные соревнования Открытого чемпионата Австралии с соотечественницей Ксенией Лыкиной.
Первые годы взрослой карьеры
Первых титулов на турнирах из цикла ITF Павлюченкова добилась в 2005 и 2006 годах, когда ещё выступала на юниорском уровне. Дебют в WTA-туре состоялся в октябре 2006 года, когда россиянка получила специальное приглашение на домашний турнир в Москве. В первом матче на таком уровне она проиграла Николь Вайдишовой из Чехии. В июне 2007 года Павлюченкова также была приглашена на Уимблдон, который стал первым в карьере взрослым турниром серии Большого шлема в основной сетке. В матче первого раунда она проиграли № 12 в мире Даниэле Гантуховой. В ноябре Павлюченкова совместно с Аллой Кудрявцевой выиграла парные соревнования на 100-тысячнике ITF в Пуатье.
В марте 2008 года Павлюченкова победила на двух 25-тысячниках ITF в Беларуси и России. В апреле через квалификацию она попала на турнир WTA в Фесе. где прошла во второй раунд. В парном же розыгрыше турнира в возрасте 16 лет она выиграла дебютный титул на соревнованиях ассоциации, сыграв на турнире с Сораной Кырстей. В мае через квалификационный отбор попадала на Открытый чемпионат Франции и выиграла первый матч. Во втором раунде проиграла итальянке Флавии Пеннетте. Смогла отобраться на Уимблдонский турнир, где выиграла у 17-го номера посева Ализе Корне и у китайской теннисистки Ли На. В третьем раунде она проиграла Агнешке Радваньской и впервые поднялась в топ-100 мирового рейтинга. В июле вышла в четвертьфинал на турнире в Палермо. Там же она сыграла в парном финале, пройдя туда в команде с Аллой Кудрявцевой. На Открытом чемпионате США Павлюченкова вышла во второй раунд, но проиграла сеянной Патти Шнидер. Осенью вышла в четвертьфинал турнира в Токио и выиграла титулы на двух 100-тысячниках ITF (в Пуатье и Братиславе). По итогам сезона занимала 45-е место в женском рейтинге.
На старте сезона 2009 года Павлюченкова попала в четвертьфинал на турнире в Хобарте. На Австралийском чемпионате выбыла уже на старте. В марте она успешно сыграла на Премьер-турнире в Индиан-Уэлсе. Во втором раунде Павлюченкова выбила третью ракетку мира Елену Янкович (6:4, 6:4). В четвертьфинале выиграла у ещё одной теннисистки из топ-10 Агнешки Радваньской (7:6(8), 6:4). В полуфинале проиграла Ане Иванович. В апреле Павлюченкова дебютировала в составе сборной России в розыгрыше Кубка Федерации. В полуфинальной встрече против команды Италии она проиграла две своих встречи, и россиянки уступили с общим счётом 1-4. В мае на Ролан Гаррос прошла в третий раунд, где проиграла первой ракетке мира Динаре Сафиной. На Уимблдоне проиграла на стадии второго раунда итальянке Роберте Винчи, а на Открытом чемпионате США уже в первом раунде Мелани Уден. В октябре в матче второго раунда турнира в Токио Павлюченкова победила третью ракетку мира Винус Уильямс (7:6(6), 7:5). На следующем турнире в Пекине она снова обыграла американку (3:6, 6:1, 6:4) на той же стадии. Турнир в Пекине завершился для россиянки в четвертьфинале. Сезон Павлюченкова закончила на 39-й строчке рейтинга.

### 2010—2012 (первый одиночный титул и попадание в топ-20)

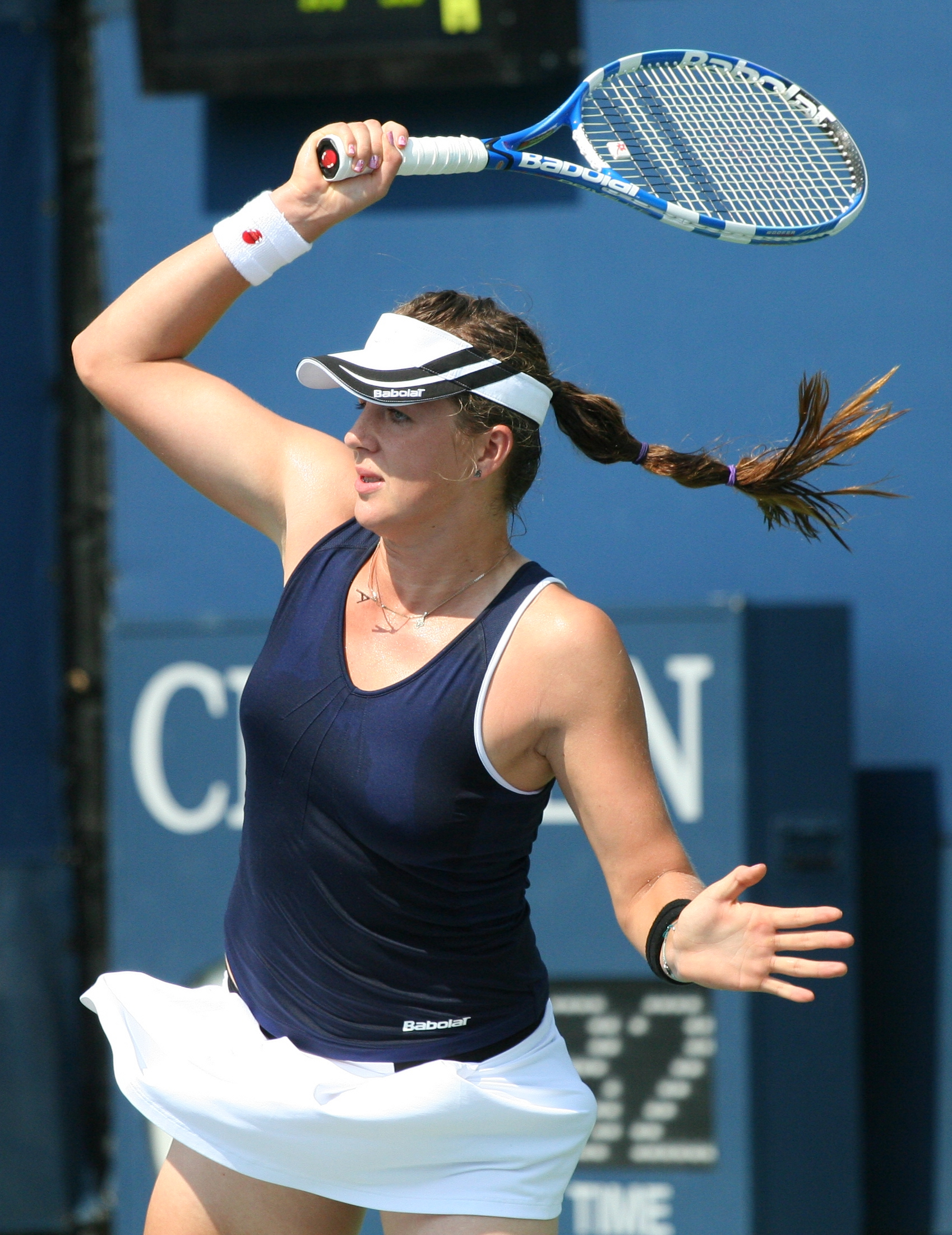
Павлюченкова на Открытом чемпионате США 2010 года

2010 год Павлюченкова начала с выхода в четвертьфинал на турнире в Брисбене. На Открытом чемпионате Австралии она на стадии второго раунда проиграла соотечественнице Светлане Кузнецовой. В феврале вышла в четвертьфинал на турнире в Дубае. В начале марта выиграла свой первый одиночный турнир WTA на турнире в Монтеррее. В финальном матче обыграла Даниэлу Гантухову 1:6, 6:1, 6:0. Следующий раз в стадию 1/4 финала Павлюченкова вышла в апреле на турнире в Понте-Ведра-Бич. В мае на Открытом чемпионате Франции она вышла достаточно легко вышла в третий раунд, где встретилась с первой ракеткой мира Сереной Уильямс и уступила 1:6, 6:1, 2:6. Также она вышла в третий раунд и на Уимблдонском турнире, где уступила Каролине Возняцки.
В июле 2010 года она сыграла в четвертьфинале на турнире в Портороже. Через неделю на турнире в Стамбуле выиграла второй титул в сезоне. В финале она встречалась с соотечественницей Еленой Весниной и победила 5:7, 7:5, 6:4. На Премьер-турнире в Цинциннати в августе обыграла четырёх теннисисток из топ-30: Даниэлу Гантухову, Елену Дементьеву, Шахар Пеер и Янину Викмайер. Обыграть её смогла Мария Шарапова на стадии полуфинала. На Открытом чемпионате США Павлюченкова вышла в четвёртый раунд, где уступила итальянке Франческе Скьявоне. Осенью она на время попала в топ-20 мирового рейтинга, а по итогам сезона заняла 21-е место.
В январе 2011 года Павлюченкова вышла в полуфинал на турнире в Брисбене. Там же она смогла выиграть парный титул в альянсе с Алисой Клейбановой. На Открытом чемпионате Австралии она доиграла до третьего раунда. В начале марта защитила прошлогодний титул на турнире в Монтеррее, обыграв Янкович 2:6, 6:2, 6:3. В мае Павлюченкова обыграла № 8 в мире Саманту Стосур на Премьер-турнире в Мадриде и вышла в четвертьфинал. На Открытом чемпионате Франции Павлюченкова впервые в карьере вышла в 1/4 финала одиночного Большого шлема. Для этого достижения она обыграла в четвёртом раунде третью в мире Веру Звонарёву. В борьбе за полуфинал проиграла Скьявоне. На Уимблдоне проиграла во втром раунде. Летом Павлюченкова дважды доходила до 1/4 финала — в июле в Баку и в августе в Нью-Хейвене.
На Открытом чемпионате США в третьем раунде обыграла Янкович (№ 11 посева), а в четвёртом раунде взяла реванш за Ролан Гаррос у Скьявоне (№ 8 посева). В 1/4 финала проиграла Серене Уильямс 5:7, 1:6. Лучшим результатом осени для россиянки стал выход в четвертьфинал на турнире в Пекине и победа там над № 4 в мире Викторией Азаренко. По ходу сезона Павлюченкова выступала за сборную России в розыгрыше кубка Федерации и помогла команде выйти в финал. В ноябре в финале против сборной Чехии Павлюченкова сыграла одну встречу против Луции Шафаржовой — 6:2, 6:4. Россиянки, таким образом, сравняли счёт в матче 2-2, но в решающей парной встрече проиграли. По итогам сезона ПАвлюченкова заняла 16-е место в рейтинге.
Первый отрезок сезона 2012 года сложился для Павлюченковой не лучшим образом. На Открытом чемпионате Австралии она проиграла во втором раунде. К следующему Большому шлему в мае на Ролан Гаррос она выиграла в сезоне всего 5 матчей при 14 поражениях. Единственного положительного результата в этот период она достигла в апреле на турнире в Чарлстоне, где выиграла парные соревнования в дуэте с Луцией Шафаржовой. На Открытом чемпионате Франции Павлюченкова впервые в сезоне выиграла два матча подряд в одиночках и прошла в третий раунд. В июне на траве в Истборне она вышла в четвертьфинал, а на Уимблдоне закончила выступления во втором раунде. В июле россиянка сыграла в 1/4 финала в Бостаде. В начале августа в финале турнира в Вашингтоне проиграла Магдалене Рыбариковой. Через две недели на турнире в Цинциннати обыграла представительницу первой десятки Каролину Возняцки (6:4, 6:4) и попала в четвертьфинал. На Открытом чемпионате США она выбыла на стадии второго раунда. За сезон потеряла 20 позиций в рейтинге и закончила год на 36-м месте.

### 2013—2015

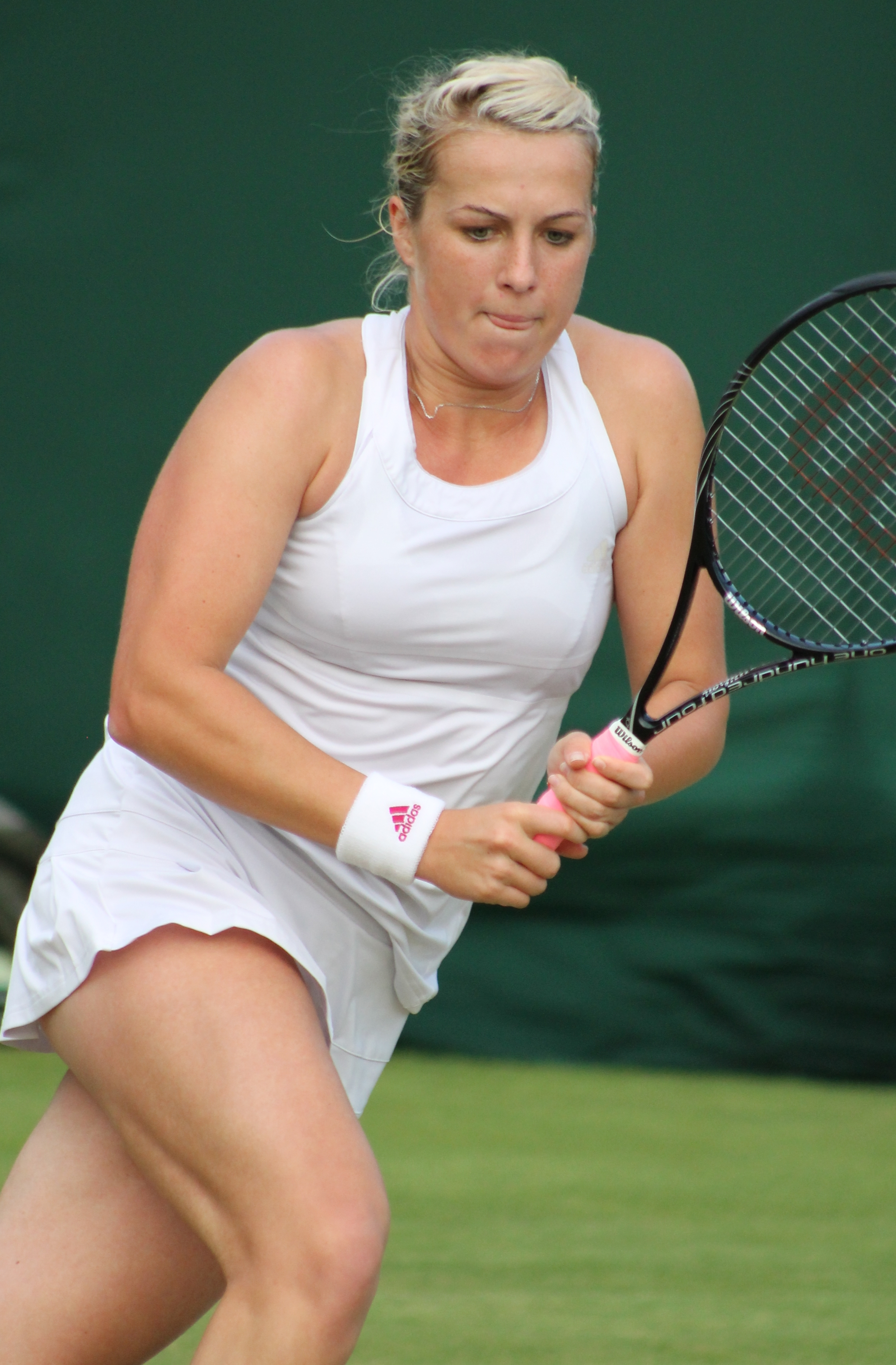
Павлюченкова на Уимблдонском турнире 2014 года

В начале 2013 года Павлюченкова успешно выступила на турнире в Брисбене, выбила двух теннисисток из топ-10: Петру Квитову и Анжелику Кербер. В финале уступила Серене Уильямс 2:6, 1:6. На Открытом чемпионате Австралии Павлюченкова выбыла уже на старте, проиграв Лесе Цуренко, которую недавно обыграла в полуфинале турнира в Брисбене. В парном разряде в Австралии прошла в четвертьфинал совместно с Луцией Шафаржовой. В начале марта россиянка сыграла в полуфинале на турнире в Куала-Лумпуре. В начале апреля она в третий раз стала чемпионкой турнира в Монтеррее, обыграв в финале Кербер — 4:6, 6:2, 6:4. В начале мая Павлюченкова выиграла турнир в Оэйраше, где она взяла первый одиночный титул WTA на грунте и пятый в карьере. В финале она выиграла у испанки Карлы Суарес Наварро — 7:5, 6:2.
На премьер-турнире в Мадриде в мае выиграла парный приз с Луцией Шафаржовой. На Открытом чемпионате Франции этот дуэт вышел в четвертьфинал, а в одиночном турнире россиянка проиграла во втором раунде. На Уимблдоне выбыла уже на старте. В августе на турнире в Нью-Хейвене Павлюченкова вышла в четвертьфинал. На Открытом чемпионате США вышла в третий раунд, но проиграла там Агнешке Радваньской. В сентябре в финал турнира в Сеуле проиграла Радваньской — 7:6(6), 3:6, 4:6. В октябре на домашнем турнире в Москве смогла выйти в полуфинал. В концовке сезона Павлюченкова приняла участие в турнире чемпионок WTA. В своей группе она выиграла у Ализе Корне и Элины Свитолиной и вышла со второго места. В полуфинале Павлючекнову обыграла Саманта Стосур.
На Открытом чемпионате Австралии 2014 года Павлюченкова прошла в третий раунд, где уступила Агнешке Радваньской. После выиграла турнир в Париже. В мае на турнире в Мадриде обыграла № 7 в мире Елену Янкович во втором раунде, но в третьем уступила её соотечественнице Ане Иванович. На Ролан Гаррос она уже во втором раунде проиграла голландке Кики Бертенс. В матче первого раунда турнира в Истборне победила Радваньскую (№ 4 в мире). На Уимблдоне Павлюченкова выбыла уже на старте, а в парном розыгрыше вышла в четвертьфинал в команде с Шафаржовой. В июле сыграла в четвертьфинале турнира в Вашингтоне. На Открытом чемпионате США завершила выступления уже во втором раунде. Осенью выиграла Кубок Кремля.
На Австралийском чемпионате 2015 года Павлюченкова проиграла в первом же раунде. В марте она первый раз сыграла в четвертьфинале в сезоне на турнире в Монтеррее. На Ролан Гаррос также не смогла преодолеть первый раунд, проиграв № 13 посева Луции Шафаржовой, которая в том розыгрыше вышла в финал. В июне с Еленой Янкович вышла в финал в парах на турнире в Хертогенбосе. Уимблдон завершился для Павлюченковой во втором раунде поражением от Анжелики Кербер. В августе на турнире в Баку вышла в полуфинал. Через неделю вышла в финал турнира в Вашингтоне, где проиграла Слоан Стивенс 1:6, 2:6. На одном турнире в Цинциннати вышла в четвертьфинал. На Больших шлемах в этом сезоне выступить Павлюченковой хорошо не получилось. Открытый чемпионат США завершился для неё поражением во втором раунде от Анетт Контавейт. В октябре на турнире в Пекине россиянка смогла выиграть седьмую ракетку мира Флавию Пеннетту и выйти в четвертьфинал. На следующем для себя турнире в Линце она смогла победить. В финальном матче Павлюченкова одолела немку Анну-Лену Фридзам 6:4, 6:3. На следующей неделе Павлюченкова приехала в Москву на защиту титула на кубке Кремля. В матче второго раунда она обыграла второго номера посева и девятую ракетку мира Луцию Шафаржову, в финале проиграла своей соотечественнице Светлане Кузнецовой. В конце сезона сыграла в финале Кубка Федерации против сборной Чехии. Павлюченкова проиграла три матча (два в одиночках и один в парах), и Чехия обыграла Россию со счётом 3-2.

### 2016—2018

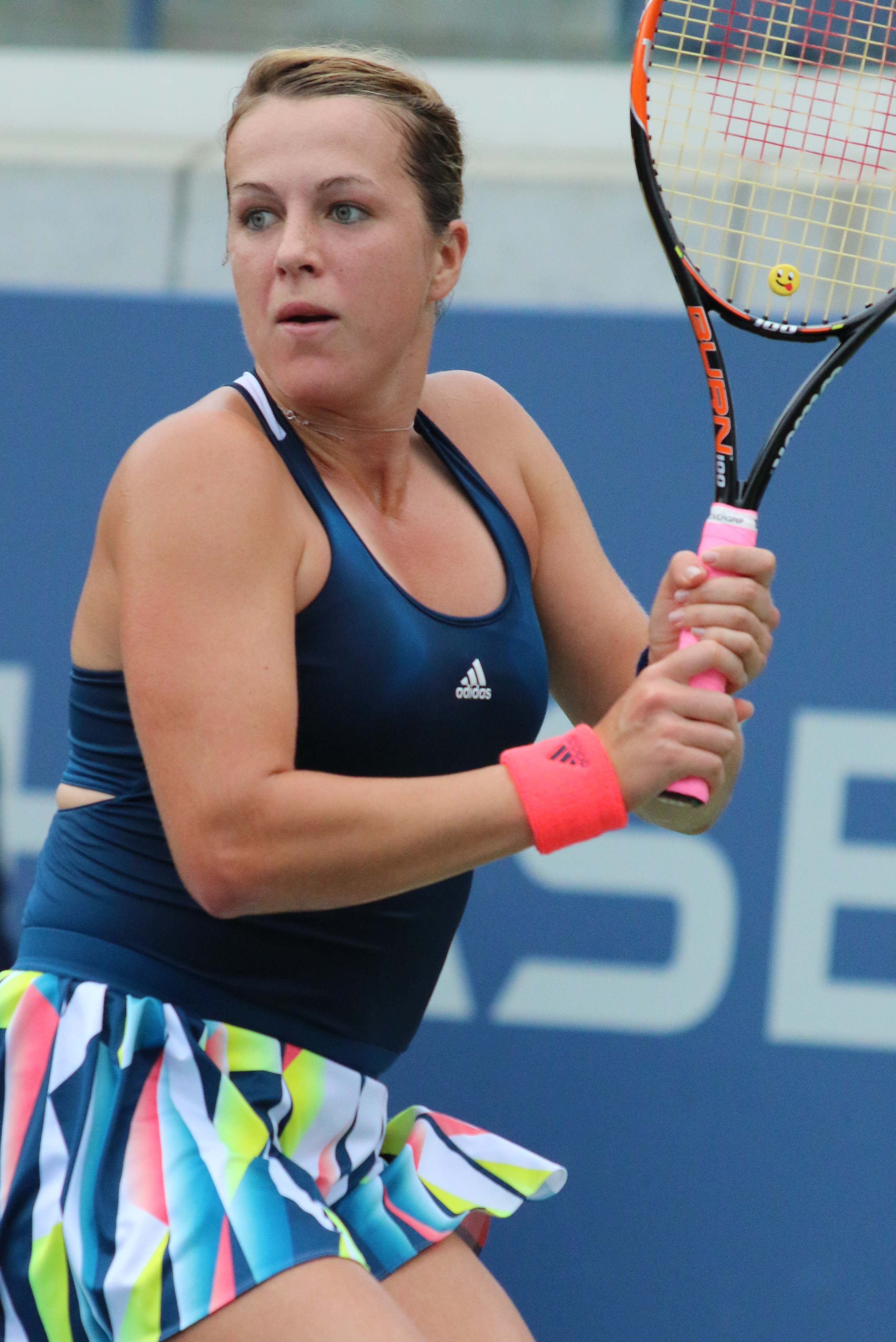
Павлюченкова на Открытом чемпионате США 2016 года

2016 года Павлюченкова начала с четвертьфинала в Брисбене. На Открытом чемпионате Австралии она в первом же раунде проиграла Лорен Дэвис. В феврале дважды сыграла в 1/4 финала на турнирах в Санкт-Петербурге и Акапулько. На Открытом чемпионате Франции вышла в третий раунд, где проиграла Светлане Кузнецовой. На Уимблдонском турнире впервые с 2011 года вышла в четвертьфинал Большого шлема, где проиграла № 1 в мире Серене Уильямс 4:6, 4:6. В июле на премьер-турнире в Монреале Павлюченкова выиграла у № 4 в мире Агнешки Радваньской в матче третьего раунда. В четвертьфинале уступила Мэдисон Киз. В августе сыграла на первых для себя Олимпийских играх, которые проводились в Рио-де-Жанейро. Во втором раунде её смогла обыграть Моника Пуиг, которая неожиданно стала Олимпийской чемпионкой. На Открытом чемпионате США в третьем раунде её выбила Каролина Плишкова, дошедшая в итоге до финала. Осенью россиянка два раза доходила до четвертьфинала на турнирах в Линце и Москве.
В январе 2017 года Павлюченкова на турнире в Сиднее в матче второго раунда переиграла представительницу топ-10 Светлану Кузнецову и вышла в четвертьфинал. На Открытом чемпионате Австралии в матче третьего раунда победила Элину Свитолину (№ 13 в мире), а в четвёртом вновь победила Кузнецову и попала в 1/4 финала. Австралийский чемпионат был последним из Больших шлемов, где Павлюченкова не выходила в четвертьфинал. На этой стадии она проиграла Винус Уильямс 4:6, 6:7(3). В марте на премьер-турнире в Индиан-Уэлсе в четвертьфинале проиграла Кузнецовой. В начале апреля в четвёртый раз в карьере выиграла турнир в Монтеррее, обыграв в финале первую ракетку мира Анжелику Кербер 6:4, 2:6, 6:1. В мае Павлюченкова выиграла ещё один турнир Рабате. В финале она победила Франческу Скьявоне 7:5, 7:5. Титул в Марокко стал десятым в карьере россиянки. На Ролан Гаррос она проиграла во втором раунде, а на Уимблдоне уже в первом. На летних соревнованиях в Северной Америке Павлюченкова дважды выходила в четвертьфинал (в Станфорде и Нью-Хейвене), а на Открытом чемпионате США вылетела в первом же раунде. В сентябре она смогла выйти в финал премьер-турнира в Токио, обыграв в очередной раз Анжелику Кербер (в полуфинале). В решающем матче Анастасия проиграла Каролине Возняцки со счётом 0:6, 5:7. В октябре на турнире в Гонконге Павлюченкова смогла выиграть третий титул в сезоне, нанеся поражение в финале Дарье Гавриловой — 5:7, 6:3, 7:6. Она смогла завершить сезон на 15-м месте мирового рейтинга.
В 2018 году результаты Павлюченковой пошли на некоторый спад. После поражения во втором раунде Открытого чемпионата Австралии от украинки Катерины Бондаренко она потеряла место в топ-20. Первого четвертьфинала в сезоне она добилась только в конце апреля на грунте в Штутгарте, после того как в матче второго раунда Гарбинье Мугуруса отказалась продолжить матч после проигранного первого сета. В конце мая Павлюченкова выиграла турнир в Страсбурге, пройдя в полуфинале Эшли Барти (ещё на одном отказе соперницы), а в финале обыграв Доминику Цибулкову (6:7, 7:6, 7:6). На оставшихся трёх турнирах Большого шлема того сезона она максимум смогла выйти во второй раунд на Ролан Гаррос. На Открытом чемпионате США она смогла выйти в четвертьфинал в парном разряде совместно с Анастасией Севастовой. В сентябре на турнире серии Премьер 5 в Ухане Павлюченкова в третьем раунде переиграла пятую ракетку мира Петру Квитову (3:6, 6:3, 6:3), но в 1/4 финала проиграла Эшли Барти. Год она завершила двумя четвертьфиналами в Линце и Москве.

### 2019—2021 (финал на Ролан Гаррос, золото Олимпиады и победа в Кубке Билли Джин Кинг)

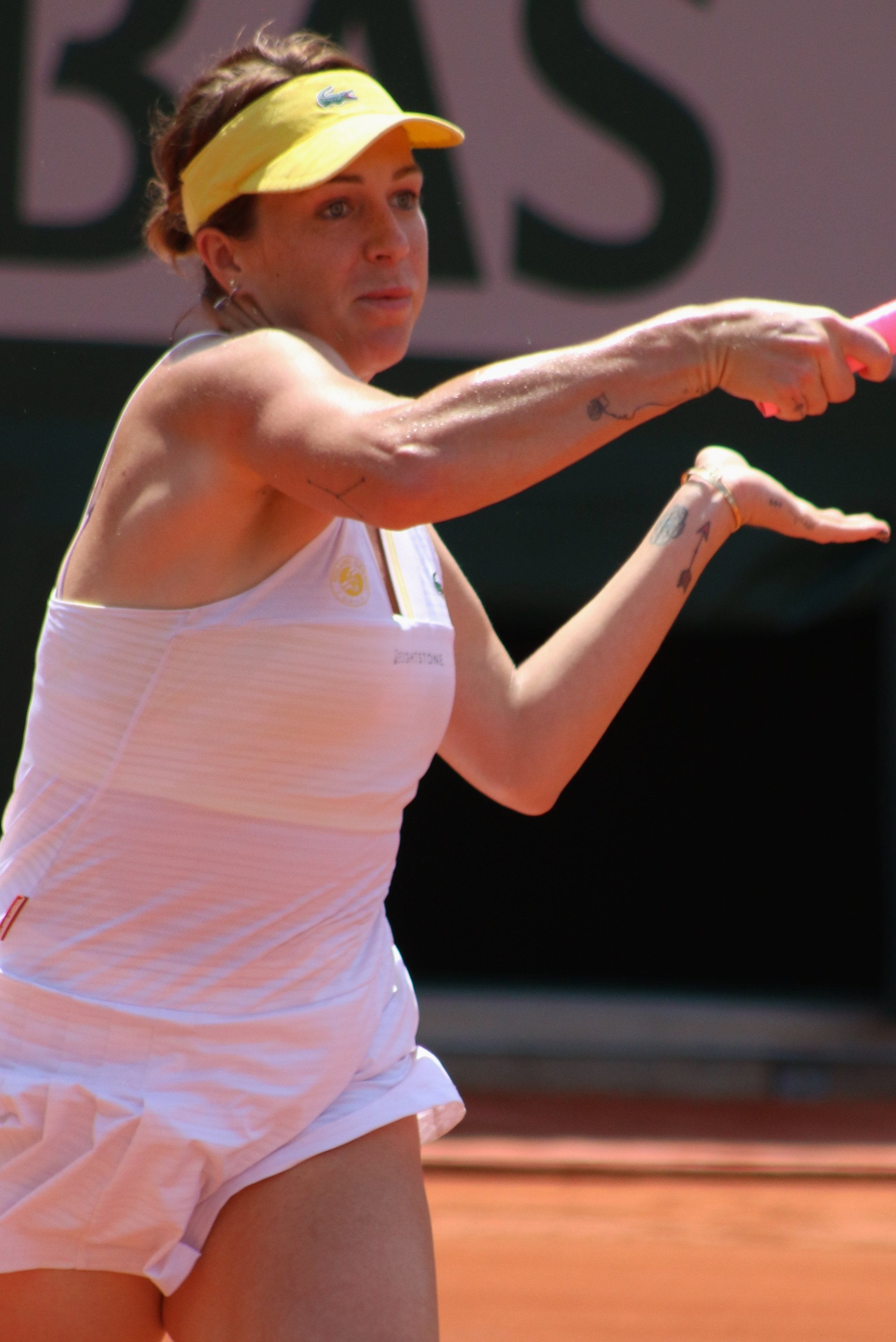
Павлюченкова на Ролан Гаррос 2021 года

На Открытом чемпионате Австралии 2019 года Павлюченкова повторила свой лучший результат в карьере в Мельбурне и дошла до четвертьфинала, в котором уступила американской теннисистке Даниэле Коллинз. До этого она смогла обыграть в том числе № 9 в мире Кики Бертенс (во втором раунде) и № 5 в мире Слоан Стивенс (в четвёртом раунде). После этого Павлюченкова на турнире в Санкт-Петербурге дошла до четвертьфинала, где проиграла бельгийке Кики Бертенс (таким образом бельгийка взяла реванш за поражение в Австралии). В апреле на турнире в Монтеррее она дошла до четвертьфинала, но проиграла Виктории Азаренко в двух сетах. На турнире в Штутгарте в парном разряде достигла финала в дуэте с Луцией Шафаржовой. В июне она участвовала в Открытом чемпионате Франции, где проиграла в первом же раунде люксембуржке Менди Минелле — 6:4, 6:2. Также на старте она проиграла на Уимблдоне. На Открытом чемпионате США 2019 года Павлюченкова проиграла во втором раунде Кики Бертенс в двух сетах. В сентябре россиянка вышла в финал Премьер-турнира в Осаке, обыграв в том числе во втором раунде Кики Бертенс, а в полуфинале Анжелику Кербер. В решающем матче она проиграла Наоми Осака — 2:6, 3:6. В октябре она вновь дошла до финала — на Кубке Кремля в Москве, в котором в трёх сетах проиграла Белинде Бенчич из Швейцарии.
На Открытом чемпионате Австралии 2020 года Павлюченкова прошла в первых раундах Нину Стоянович и Тейлор Таунсенд и вышла на матч третьего раунда против второй ракетки мира Каролины Плишковой. Россиянка смогла победить одну из фавориток со счётом 6:7, 7:6, 6:2. Затем она выиграла у Анжелики Кербер (5:7, 3:6) и второй год подряд сыграла в Мельбурне в четвертьфинале. В первый полуфинал Большого шлема её не пропустила Гарбинье Мугуруса, победившая Анастасию в двух сетах. После паузы в сезоне в октябре она сыграла на Ролан Гаррос, но не смогла пройти там дальше второго раунда.
Старт сезона 2021 года прошёл для Пввлюченковой без особых достижений, а на Открытом чемпионате Австралии она и вовсе попала на Наоми Осаку и проиграла ей в первом раунде. Хорошие результаты появились у россиянки с началом грунтовой части сезона. На турнире престижной серии WTA 1000 в Мадриде она доиграла до полуфинала (впервые с 2010 года на турнирах данной серии). Главного успеха она достигла на Открытом чемпионате Франции. Она в седьмой раз в карьере доиграла до четвертьфинала Большо шлема и впервые в карьере смогла преодолеть этот этап, обыграв Елену Рыбакину (с которой в парном разряде смогла дойти до 1/4 финала). Далее 31-й номер посева обыграла Тамару Зиданшек и впервые в возрасте 29 лет смогла выйти в финал Большого шлема. В решающем матче Павлюченкова проиграла Барборе Крейчиковой. По итогу выступления в Париже она вернулась в топ-20 мирового рейтинга.
| Стадия  | Соперница (посев)      | Рейтинг | Счёт           |
| 1 раунд | Кристина Макхейл       | 95      | 6-4 6-0        |
| 2 раунд | Айла Томлянович        | 76      | 6-2 6-3        |
| 3 раунд | Арина Соболенко (3)    | 4       | 6-4 2-6 6-0    |
| 4 раунд | Виктория Азаренко (15) | 16      | 5-7 6-3 6-2    |
| 1/4     | Елена Рыбакина (21)    | 22      | 6-7(2) 6-2 9-7 |
| 1/2     | Тамара Зиданшек        | 85      | 7-5 6-3        |
| Финал   | Барбора Крейчикова     | 33      | 1-6 6-2 4-6    |

На Уимблдонском турнире 2021 года Павлюченкова доиграла до третьего раунда. На Олимпийских играх в Токио ей удалось вписать своё имя в историю и выиграть золотую медаль в миксте, где Павлюченкова сыграла в команде с Андреем Рублёвым. Путь к победе на Олимпиаде был непростым и в каждом матче Павлюченковой и Рублеву потребовалось играть решающий сет, в котором они побеждали с минимальной разницей в два очка. В одиночном разряде она смогла выиграть три матча и пройти в четвертьфинал, в котором проиграла чемпионке той Олимпиады Белинде Бенчич.
Результаты матчей
| Раунд      | Соперники                   | Посев | Счёт               |
| ---------- | --------------------------- | ----- | ------------------ |
| 1          | Дарья Юрак Иван Додиг       |       | 5-7 6-4 [11-9]     |
| 1/4 финала | Эна Сибахара Бен Маклахлан  | WC    | 7-5 6-7(0) [10-8]  |
| 1/2 финала | Эшли Барти Джон Пирс        |       | 5-7 6-4 [13-11]    |
| Финал      | Елена Веснина Аслан Карацев |       | 6-3 6-7(5) [13-11] |

На Открытом чемпионате США 2021 года россиянка смогла доиграть до четвёртого раунда, в котором проиграла Каролине Плишковой. В концовке сезона Павлюченкова сыграла в составе сборной России в новом формате финального турнира Кубка Билли Джин Кинг (новое название Кубка Федерации). Павлюченкова помогла своей команде завоевать престижный командный титул. Из трёх доверенных ей матчей, она смогла одержать две победы. По итогам сезона Павлюченкова заняла самое высокое в карьере — 11-е место мирового рейтинга.

### 2022—2025
На Открытом чемпионате Австралии в 2025 году Анастасия, последовательно обыграв Юань Юэ, Анастасию Потапову, Лауру Зигемунд и Донну Векич, вышла в четвертьфинал, где уступила Арине Соболенко в трёх сетах.

## Итоговое место в рейтинге WTA по годам[6]
| Год  | Одиночный рейтинг | Парный рейтинг |
| 2024 | 30                | 101            |
| 2023 | 59                | 82             |
| 2022 | 367               | 84             |
| 2021 | 11                | 105            |
| 2020 | 38                | 103            |
| 2019 | 30                | 112            |
| 2018 | 42                | 55             |
| 2017 | 15                | 51             |
| 2016 | 28                | 98             |
| 2015 | 28                | 27             |
| 2014 | 25                | 33             |
| 2013 | 26                | 21             |
| 2012 | 36                | 60             |
| 2011 | 16                | 61             |
| 2010 | 21                | 76             |
| 2009 | 41                | 83             |
| 2008 | 45                | 85             |
| 2007 | 281               | 194            |
| 2006 | 402               | 209            |

## Выступления на турнирах

### Финалы турниров Большого шлема в одиночном разряде (1)

#### Поражение (1)
| №  | Год  | Турнир                     | Покрытие | Соперница в финале | Счёт        |
| 1. | 2021 | Открытый чемпионат Франции | Грунт    | Барбора Крейчикова | 1-6 6-2 4-6 |

### Финалы турнировWTAв одиночном разряде (21)

#### Победы (12)
| Легенда: До 2009 года      | Легенда: С 2009 года           |
| -------------------------- | ------------------------------ |
| Турниры Большого шлема (0) |                                |
| Олимпиада (0+0+1)          |                                |
| Итоговый турнир WTA (0)    |                                |
| 1-я категория (0)          | Premier Mandatory (0+1)        |
| 2-я категория (0)          | Premier 5 / WTA 1000 (0+1)     |
| 3-я категория (0)          | Premier / WTA 500 (2+2)        |
| 4-я категория (0+1)        | International / WTA 250 (10+1) |
| 5-я категория (0)          | International / WTA 250 (10+1) |

| Титулы по покрытиям | Титулы по месту проведения матчей турнира |
| ------------------- | ----------------------------------------- |
| Хард (9+2+1)        | Зал (3)                                   |
| Грунт (3+4)         | Зал (3)                                   |
| Трава (0)           | Открытый воздух (9+6+1)                   |
| Ковёр (0)           | Открытый воздух (9+6+1)                   |

| №   | Дата            | Турнир                 | Покрытие   | Соперница в финале   | Счёт                 |
| 1.  | 7 марта 2010    | Монтеррей, Мексика     | Хард       | Даниэла Гантухова    | 1-6 6-1 6-0          |
| 2.  | 1 августа 2010  | Стамбул, Турция        | Хард       | Елена Веснина        | 5-7 7-5 6-4          |
| 3.  | 7 марта 2011    | Монтеррей, Мексика (2) | Хард       | Елена Янкович        | 2-6 6-2 6-3          |
| 4.  | 7 апреля 2013   | Монтеррей, Мексика (3) | Хард       | Анжелика Кербер      | 4-6 6-2 6-4          |
| 5.  | 4 мая 2013      | Оэйраш, Португалия     | Грунт      | Карла Суарес Наварро | 7-5 6-2              |
| 6.  | 2 февраля 2014  | Париж, Франция         | Хард (зал) | Сара Эррани          | 3-6 6-2 6-3          |
| 7.  | 19 октября 2014 | Москва, Россия         | Хард (зал) | Ирина-Камелия Бегу   | 6-4 5-7 6-1          |
| 8.  | 18 октября 2015 | Линц, Австрия          | Хард (зал) | Анна-Лена Фридзам    | 6-4 6-3              |
| 9.  | 9 апреля 2017   | Монтеррей, Мексика (4) | Хард       | Анжелика Кербер      | 6-4 2-6 6-1          |
| 10. | 6 мая 2017      | Рабат, Марокко         | Грунт      | Франческа Скьявоне   | 7-5 7-5              |
| 11. | 15 октября 2017 | Гонконг                | Хард       | Дарья Гаврилова      | 5-7 6-3 7-6(3)       |
| 12. | 26 мая 2018     | Страсбург, Франция     | Грунт      | Доминика Цибулкова   | 6-7(5) 7-6(3) 7-6(6) |

#### Поражения (9)
| №  | Дата             | Турнир                     | Покрытие   | Соперница в финале   | Счёт           |
| 1. | 4 августа 2012   | Вашингтон, США             | Хард       | Магдалена Рыбарикова | 1-6 1-6        |
| 2. | 5 января 2013    | Брисбен, Австралия         | Хард       | Серена Уильямс       | 2-6 1-6        |
| 3. | 22 сентября 2013 | Сеул, Южная Корея          | Хард       | Агнешка Радваньская  | 7-6(6) 3-6 4-6 |
| 4. | 9 августа 2015   | Вашингтон, США             | Хард       | Слоан Стивенс        | 1-6 2-6        |
| 5. | 24 октября 2015  | Москва, Россия             | Хард (зал) | Светлана Кузнецова   | 2-6 1-6        |
| 6. | 24 сентября 2017 | Токио, Япония              | Хард       | Каролина Возняцки    | 0-6 5-7        |
| 7. | 22 сентября 2019 | Осака, Япония (2)          | Хард       | Наоми Осака          | 2-6 3-6        |
| 8. | 20 октября 2019  | Москва, Россия (2)         | Хард (зал) | Белинда Бенчич       | 6-3 1-6 1-6    |
| 9. | 12 июня 2021     | Открытый чемпионат Франции | Грунт      | Барбора Крейчикова   | 1-6 6-2 4-6    |

### Финалы турнировWTA 125иITFв одиночном разряде (7)

#### Победы (5)
| Легенда:          |
| ----------------- |
| WTA 125 (0)       |
| 100.000 USD (2+1) |
| 75.000 USD (0+1)  |
| 50.000 USD (0+1)  |
| 25.000 USD (2+5)  |
| 10.000 USD (1)    |

| Титулы по покрытиям | Титулы по месту проведения матчей турнира |
| ------------------- | ----------------------------------------- |
| Хард (3+8)          | Зал (4+7)                                 |
| Грунт (1)           | Зал (4+7)                                 |
| Трава (0)           | Открытый воздух (1+1)                     |
| Ковёр (1)           | Открытый воздух (1+1)                     |

| №  | Дата            | Турнир                    | Покрытие    | Соперница в финале  | Счёт        |
| 1. | 14 мая 2006     | Казале-Монферрато, Италия | Грунт       | Стефания Кьеппа     | 3-6 6-3 6-4 |
| 2. | 9 марта 2008    | Минск, Беларусь           | Ковёр (зал) | Никола Франкова     | 6-0 6-1     |
| 3. | 30 марта 2008   | Москва, Россия            | Хард (зал)  | Екатерина Деголевич | 6-0 6-2     |
| 4. | 26 октября 2008 | Пуатье, Франция           | Хард (зал)  | Жюли Куэн           | 6-4 6-3     |
| 5. | 2 ноября 2008   | Братислава, Словакия      | Хард (зал)  | Михаэлла Крайчек    | 6-3 6-1     |

#### Поражения (2)
| №  | Дата          | Турнир                 | Покрытие    | Соперница в финале | Счёт    |
| 1. | 5 ноября 2006 | Минск, Беларусь        | Ковёр (зал) | Евгения Родина     | 4-6 3-6 |
| 2. | 16 июля 2023  | Контрексевиль, Франция | Грунт       | Аранча Рус         | 3-6 3-6 |

### Финалы турнировWTAв парном разряде (10)

#### Победы (6)
| №  | Дата           | Турнир             | Покрытие | Партнёрша            | Соперницы в финале                       | Счёт           |
| 1. | 4 мая 2008     | Фес, Марокко       | Грунт    | Сорана Кырстя        | Алиса Клейбанова Екатерина Макарова      | 6-2 6-2        |
| 2. | 8 января 2011  | Брисбен, Австралия | Хард     | Алиса Клейбанова     | Алиция Росольская Клаудиа Янс            | 6-3 7-5        |
| 3. | 8 апреля 2012  | Чарлстон, США      | Грунт    | Луция Шафаржова      | Анабель Медина Гарригес Ярослава Шведова | 5-7 6-4 [10-6] |
| 4. | 11 мая 2013    | Мадрид, Испания    | Грунт    | Луция Шафаржова      | Кара Блэк Марина Эракович                | 6-2 6-4        |
| 5. | 13 января 2017 | Сидней, Австралия  | Хард     | Тимея Бабош          | Саня Мирза Барбора Стрыцова              | 6-4 6-4        |
| 6. | 15 мая 2022    | Рим, Италия        | Грунт    | Вероника Кудерметова | Габриэла Дабровски Гильяна Ольмос        | 1-6 6-4 [10-7] |

#### Поражения (4)
| №  | Дата           | Турнир                  | Покрытие    | Партнёрша       | Соперницы в финале                 | Счёт              |
| 1. | 13 июля 2008   | Палермо, Италия         | Грунт       | Алла Кудрявцева | Нурия Льягостера Вивес Сара Эррани | 6-2 6-7(1) [4-10] |
| 2. | 14 июня 2015   | Хертогенбос, Нидерланды | Трава       | Елена Янкович   | Лаура Зигемунд Эйжа Мухаммад       | 3-6 5-7           |
| 3. | 28 апреля 2019 | Штутгарт, Германия      | Грунт (зал) | Луция Шафаржова | Мона Бартель Анна-Лена Фридзам     | 6-2 3-6 [6-10]    |
| 4. | 13 января 2023 | Аделаида, Австралия     | Хард        | Елена Рыбакина  | Луиза Стефани Тейлор Таунсенд      | 5-7 6-7(3)        |

### Финалы турнировITFв парном разряде (10)

#### Победы (8)
| №  | Дата            | Турнир                      | Покрытие   | Партнёрша       | Соперницы в финале                    | Счёт           |
| 1. | 24 марта 2005   | Санкт-Петербург, Россия     | Хард (зал) | Юлия Солоницкая | Юлия Бейгельзимер Алла Кудрявцева     | 6-1 6-4        |
| 2. | 29 октября 2006 | Подольск, Россия            | Хард (зал) | Евгения Родина  | Василиса Давыдова Екатерина Деголевич | 6-1 6-2        |
| 3. | 28 июля 2007    | Ле-Контамин-Монжуа, Франция | Хард       | Янина Викмайер  | Сандра Заглавова Петра Цетковская     | Без игры       |
| 4. | 10 ноября 2007  | Минск, Беларусь             | Хард (зал) | Алла Кудрявцева | Екатерина Иванова Весна Манасиева     | 6-0 6-2        |
| 5. | 25 ноября 2007  | Пуатье, Франция             | Хард (зал) | Алла Кудрявцева | Алиция Росольская Клаудиа Янс         | 2-6 6-4 [10-1] |
| 6. | 21 марта 2008   | Всеволожск, Россия          | Хард (зал) | Никола Франкова | Нина Братчикова Василиса Давыдова     | 6-2 6-2        |
| 7. | 29 марта 2008   | Москва, Россия              | Хард (зал) | Никола Франкова | Марина Шамайко София Шапатава         | 6-3 6-2        |
| 8. | 5 апреля 2008   | Торхаут, Бельгия            | Хард (зал) | Янина Викмайер  | Стефани Коэн-Алоро Селима Сфар        | 6-4 4-6 [10-8] |

#### Поражения (2)
| №  | Дата           | Турнир                    | Покрытие | Партнёрша          | Соперницы в финале                   | Счёт    |
| 1. | 13 мая 2006    | Казале-Монферрато, Италия | Грунт    | Ирина Смирнова     | Джулия Гатто-Монтиконе Дарья Кустова | 2-6 2-6 |
| 2. | 29 апреля 2007 | Кань-сюр-Мер, Франция     | Грунт    | Катарина Кахликова | Тимея Бачински Орели Веди            | 5-7 5-7 |

### Финалы Олимпийских турниров в смешанном парном разряде (1)

#### Победа (1)
| №  | Год  | Турнир        | Покрытие | Партнёр       | Соперники в финале          | Счёт               |
| 1. | 2021 | Токио, Япония | Хард     | Андрей Рублёв | Елена Веснина Аслан Карацев | 6-3 6-7(5) [13-11] |

### Финалы командных турниров (4)

#### Победа (1)
| №  | Год  | Турнир                | Команда                                                                             | Соперник в финале                                       | Счёт |
| 1. | 2021 | Кубок Билли Джин Кинг | Россия Е. Александрова, Д. Касаткина, В. Кудерметова, А. Павлюченкова, Л. Самсонова | Швейцария Б. Бенчич, В. Голубич, Дж. Тайхман, Ш. Фёгеле | 2-0  |

#### Поражения (3)
| №  | Год  | Турнир              | Команда                                                    | Соперник в финале                                  | Счёт |
| 1. | 2011 | Кубок Федерации     | Россия М.Кириленко, С.Кузнецова, А.Павлюченкова, Е.Веснина | Чехия П.Квитова, Л.Шафаржова, Л.Градецкая, К.Пешке | 2-3  |
| 2. | 2013 | Кубок Федерации (2) | Россия Не играла в финале.                                 | Италия С.Эррани, Р.Винчи, Ф.Пеннетта, К.Кнапп      | 0-4  |
| 3. | 2015 | Кубок Федерации (3) | Россия А.Павлюченкова, М.Шарапова, Е.Веснина               | Чехия П.Квитова, К.Плишкова, Б.Стрыцова            | 2-3  |

## История выступлений на турнирах
По состоянию на 9 июня 2025 года.
Для того, чтобы предотвратить неразбериху и удваивание счета, информация в этой таблице корректируется только по окончании турнира или по окончании участия там данного игрока.
| Турнир                          | 2006          | 2007          | 2008          | 2009               | 2010               | 2011               | 2012               | 2013               | 2014               | 2015               | 2016               | 2017               | 2018               | 2019               | 2020               | 2021               | 2022               | 2023               | 2024               | 2025               | Итог    | В/П за карьеру |
| ------------------------------- | ------------- | ------------- | ------------- | ------------------ | ------------------ | ------------------ | ------------------ | ------------------ | ------------------ | ------------------ | ------------------ | ------------------ | ------------------ | ------------------ | ------------------ | ------------------ | ------------------ | ------------------ | ------------------ | ------------------ | ------- | -------------- |
| Турниры Большого шлема          |               |               |               |                    |                    |                    |                    |                    |                    |                    |                    |                    |                    |                    |                    |                    |                    |                    |                    |                    |         |                |
| Открытый чемпионат Австралии    | -             | К             | К             | 1Р                 | 2Р                 | 3Р                 | 2Р                 | 1Р                 | 3Р                 | 1Р                 | 1Р                 | 1/4                | 2Р                 | 1/4                | 1/4                | 1Р                 | 3Р                 | 1Р                 | 2Р                 | 1/4                | 0 / 17  | 26-17          |
| Открытый чемпионат Франции      | -             | -             | 2Р            | 3Р                 | 3Р                 | 1/4                | 3Р                 | 2Р                 | 2Р                 | 1Р                 | 3Р                 | 2Р                 | 2Р                 | 1Р                 | 2Р                 | Ф                  | -                  | 1/4                | 2Р                 | 1Р                 | 0 / 17  | 29-17          |
| Уимблдонский турнир             | -             | 1Р            | 3Р            | 2Р                 | 3Р                 | 2Р                 | 2Р                 | 1Р                 | 1Р                 | 2Р                 | 1/4                | 1Р                 | 1Р                 | 1Р                 | НП                 | 3Р                 | О                  | -                  | 2Р                 |                    | 0 / 15  | 15-15          |
| Открытый чемпионат США          | -             | К             | 2Р            | 1Р                 | 4Р                 | 1/4                | 2Р                 | 3Р                 | 2Р                 | 2Р                 | 3Р                 | 1Р                 | 1Р                 | 2Р                 | -                  | 4Р                 | -                  | 2Р                 | 3Р                 |                    | 0 / 16  | 22-15          |
| Итог                            | 0 / 0         | 0 / 1         | 0 / 3         | 0 / 4              | 0 / 4              | 0 / 4              | 0 / 4              | 0 / 4              | 0 / 4              | 0 / 4              | 0 / 4              | 0 / 4              | 0 / 4              | 0 / 4              | 0 / 2              | 0 / 4              | 0 / 1              | 0 / 3              | 0 / 4              | 0 / 2              | 0 / 64  |                |
| В/П в сезоне                    | 0-0           | 0-1           | 4-3           | 3-4                | 8-4                | 11-4               | 5-4                | 3-4                | 4-4                | 2-4                | 8-4                | 5-4                | 2-4                | 5-4                | 5-2                | 11-4               | 2-1                | 5-3                | 5-4                | 4-2                |         | 92-64          |
| Олимпийские игры                |               |               |               |                    |                    |                    |                    |                    |                    |                    |                    |                    |                    |                    |                    |                    |                    |                    |                    |                    |         |                |
| Летняя олимпиада                | НП            | НП            | -             | Не проводился      | Не проводился      | Не проводился      | -                  | Не проводился      | Не проводился      | Не проводился      | 2Р                 | Не проводился      | Не проводился      | Не проводился      | Не проводился      | 1/4                | НП                 | НП                 | -                  | НП                 | 0 / 2   | 4-2            |
| Итоговые турниры                |               |               |               |                    |                    |                    |                    |                    |                    |                    |                    |                    |                    |                    |                    |                    |                    |                    |                    |                    |         |                |
| Турнир чемпионок / Трофей элиты | Не проводился | Не проводился | Не проводился | -                  | 1/4                | -                  | -                  | 1/2                | -                  | -                  | -                  | Гр                 | -                  | -                  | Не проводился      | Не проводился      | Не проводился      | -                  | НП                 | НП                 | 0 / 3   | 3-4            |
| Турниры WTA 1000                |               |               |               |                    |                    |                    |                    |                    |                    |                    |                    |                    |                    |                    |                    |                    |                    |                    |                    |                    |         |                |
| Доха                            | ОС            | ОС            | -             | Не проводился      | Не проводился      | Не проводился      | 1Р                 | -                  | 2Р                 | ОС                 | -                  | ОС                 | 1Р                 | ОС                 | -                  | ОС                 | -                  | ОС                 | 1/2                | -                  | 0 / 4   | 5-4            |
| Дубай                           | ОС            | ОС            | ОС            | 2Р                 | 1/4                | 1Р                 | ОС                 | ОС                 | ОС                 | 1Р                 | ОС                 | 1Р                 | ОС                 | 1Р                 | ОС                 | 1Р                 | ОС                 | 1Р                 | 2Р                 | 1Р                 | 0 / 10  | 5-9            |
| Индиан-Уэлс                     | -             | -             | -             | 1/2                | 3Р                 | 3Р                 | 2Р                 | 2Р                 | 3Р                 | 3Р                 | 2Р                 | 1/4                | 2Р                 | 2Р                 | НП                 | 3Р                 | -                  | -                  | 4Р                 | -                  | 0 / 13  | 16-13          |
| Майами                          | -             | -             | -             | 2Р                 | 4Р                 | 4Р                 | 2Р                 | 2Р                 | 2Р                 | 2Р                 | 2Р                 | 3Р                 | 3Р                 | 2Р                 | НП                 | -                  | -                  | -                  | 3Р                 | 1Р                 | 0 / 13  | 9-13           |
| Мадрид                          | Не проводился | Не проводился | Не проводился | 1Р                 | 2Р                 | 1/4                | 2Р                 | 1Р                 | 3Р                 | 3Р                 | 3Р                 | 1Р                 | 1Р                 | 1Р                 | НП                 | 1/2                | 1Р                 | 2Р                 | 3Р                 | 1Р                 | 0 / 16  | 16-16          |
| Рим                             | -             | -             | -             | -                  | 1Р                 | 3Р                 | 2Р                 | 1Р                 | 1Р                 | 2Р                 | 1Р                 | 3Р                 | 1Р                 | 1Р                 | 2Р                 | -                  | 1Р                 | 2Р                 | 2Р                 | 2Р                 | 0 / 15  | 9-15           |
| Монреаль / Торонто              | -             | -             | -             | К                  | 1Р                 | 1Р                 | 1Р                 | 2Р                 | 1Р                 | -                  | 1/4                | 2Р                 | 2Р                 | 2Р                 | НП                 | 2Р                 | -                  | -                  | 1Р                 |                    | 0 / 12  | 8-11           |
| Нью-Йорк / Цинциннати           | ОС            | ОС            | ОС            | К                  | 1/2                | 1Р                 | 1/4                | 1Р                 | 3Р                 | 1/4                | 3Р                 | 1Р                 | 2Р                 | К                  | -                  | -                  | -                  | 1Р                 | 1/4                |                    | 0 / 13  | 17-11          |
| Москва                          | 1Р            | К             | -             | Не турнир WTA 1000 | Не турнир WTA 1000 | Не турнир WTA 1000 | Не турнир WTA 1000 | Не турнир WTA 1000 | Не турнир WTA 1000 | Не турнир WTA 1000 | Не турнир WTA 1000 | Не турнир WTA 1000 | Не турнир WTA 1000 | Не турнир WTA 1000 | Не турнир WTA 1000 | Не турнир WTA 1000 | Не проводился      | Не проводился      | Не проводился      | Не проводился      | 0 / 2   | 0-1            |
| Пекин                           | ОС            | ОС            | ОС            | 1/4                | 1Р                 | 1/4                | 1Р                 | 1Р                 | 1Р                 | 1/4                | 1Р                 | 2Р                 | 1Р                 | 2Р                 | Не проводился      | Не проводился      | Не проводился      | 2Р                 | -                  |                    | 0 / 12  | 10-12          |
| Токио                           | -             | -             | -             | 3Р                 | 3Р                 | 2Р                 | 2Р                 | 1Р                 | Не турнир WTA 1000 | Не турнир WTA 1000 | Не турнир WTA 1000 | Не турнир WTA 1000 | Не турнир WTA 1000 | Не турнир WTA 1000 | НП                 | НП                 | Не турнир WTA 1000 | Не турнир WTA 1000 | Не турнир WTA 1000 | Не турнир WTA 1000 | 0 / 5   | 6-5            |
| Ухань                           | Не проводился | Не проводился | Не проводился | Не проводился      | Не проводился      | Не проводился      | Не проводился      | Не проводился      | 2Р                 | 2Р                 | 1Р                 | 1Р                 | 1/4                | 1Р                 | Не проводился      | Не проводился      | Не проводился      | Не проводился      | -                  |                    | 0 / 6   | 5-6            |
| Итог                            | 0 / 1         | 0 / 1         | 0 / 0         | 0 / 8              | 0 / 9              | 0 / 9              | 0 / 9              | 0 / 8              | 0 / 9              | 0 / 8              | 0 / 8              | 0 / 9              | 0 / 9              | 0 / 9              | 0 / 1              | 0 / 4              | 0 / 2              | 0 / 5              | 0 / 8              | 0 / 4              | 0 / 131 |                |
| В/П в сезоне                    | 0-1           | 0-0           | 0-0           | 12-6               | 13-9               | 11-9               | 6-9                | 1-8                | 7-9                | 13-8               | 5-8                | 8-9                | 6-9                | 2-8                | 1-1                | 6-4                | 0-2                | 2-5                | 12-7               | 1-4                |         | 106-116        |
| Статистика за карьеру           |               |               |               |                    |                    |                    |                    |                    |                    |                    |                    |                    |                    |                    |                    |                    |                    |                    |                    |                    |         |                |
| Проведено финалов               | 0             | 0             | 0             | 0                  | 2                  | 1                  | 1                  | 4                  | 2                  | 3                  | 0                  | 4                  | 1                  | 2                  | 0                  | 1                  | 0                  | 0                  | 0                  | 0                  | 21      |                |
| Выиграно турниров               | 0             | 0             | 0             | 0                  | 2                  | 1                  | 0                  | 2                  | 2                  | 1                  | 0                  | 3                  | 1                  | 0                  | 0                  | 0                  | 0                  | 0                  | 0                  | 0                  | 12      |                |
| В/П: всего                      | 21-5          | 13-13         | 49-16         | 27-23              | 40-22              | 41-21              | 21-25              | 33-23              | 26-20              | 35-24              | 26-24              | 41-24              | 21-21              | 26-22              | 12-9               | 26-19              | 2-3                | 24-17              | 27-19              | 5-3                |         | 515-355        |
| Σ % побед                       | 81 %          | 50 %          | 75 %          | 54 %               | 65 %               | 66 %               | 46 %               | 59 %               | 57 %               | 59 %               | 52 %               | 63 %               | 50 %               | 54 %               | 57 %               | 58 %               | 40 %               | 59 %               | 59 %               | 63 %               |         | 59 %           |

| Турнир                       | 2008  | 2009  | 2010  | 2011  | 2012  | 2013  | 2014  | 2015  | 2016  | 2017  | 2018  | 2019  | 2020  | 2021  | 2023  | 2024  | 2025  | Итог   | В/П за карьеру |
| ---------------------------- | ----- | ----- | ----- | ----- | ----- | ----- | ----- | ----- | ----- | ----- | ----- | ----- | ----- | ----- | ----- | ----- | ----- | ------ | -------------- |
| Турниры Большого шлема       |       |       |       |       |       |       |       |       |       |       |       |       |       |       |       |       |       |        |                |
| Открытый чемпионат Австралии | -     | 1Р    | 1Р    | 1Р    | 1Р    | 1/4   | 1Р    | 3Р    | 3Р    | 3Р    | 1Р    | 1Р    | -     | 1Р    | 3Р    | 2Р    | -     | 0 / 14 | 12-13          |
| Открытый чемпионат Франции   | -     | 3Р    | 1Р    | 2Р    | 1Р    | 1/4   | 2Р    | 2Р    | -     | 3Р    | 2Р    | 1Р    | 2Р    | 1/4   | -     | 1Р    | 2Р    | 0 / 14 | 16-13          |
| Уимблдонский турнир          | -     | 2Р    | 3Р    | 1Р    | 1Р    | 1Р    | 1/4   | 3Р    | -     | -     | 1Р    | -     | НП    | 1Р    | -     | -     |       | 0 / 9  | 8-9            |
| Открытый чемпионат США       | 1Р    | 1Р    | 2Р    | 2Р    | 1Р    | 3Р    | 2Р    | 1/4   | -     | 3Р    | 1/4   | 3Р    | -     | -     | 1Р    | 3Р    |       | 0 / 13 | 17-11          |
| Итог                         | 0 / 1 | 0 / 4 | 0 / 4 | 0 / 4 | 0 / 4 | 0 / 4 | 0 / 4 | 0 / 4 | 0 / 1 | 0 / 3 | 0 / 4 | 0 / 3 | 0 / 1 | 0 / 3 | 0 / 2 | 0 / 3 | 0 / 1 | 0 / 50 |                |
| В/П в сезоне                 | 0-1   | 3-4   | 3-3   | 2-3   | 0-4   | 8-4   | 5-3   | 8-4   | 2-1   | 6-3   | 4-4   | 2-3   | 1-1   | 3-3   | 2-2   | 3-2   | 1-1   |        | 53-46          |

| Турнир                       | 2010  | 2012  | 2015  | 2016  | 2019  | 2021  | Итог  | В/П за карьеру |
| ---------------------------- | ----- | ----- | ----- | ----- | ----- | ----- | ----- | -------------- |
| Турниры Большого шлема       |       |       |       |       |       |       |       |                |
| Открытый чемпионат Австралии | -     | 1P    | -     | 1P    | -     | -     | 0 / 2 | 0-2            |
| Открытый чемпионат Франции   | 1Р    | -     | 1Р    | -     | -     | -     | 0 / 2 | 0-2            |
| Уимблдонский турнир          | 1Р    | -     | -     | -     | 1Р    | 1Р    | 0 / 3 | 0-2            |
| Итог                         | 0 / 2 | 0 / 1 | 0 / 1 | 0 / 1 | 0 / 1 | 0 / 1 | 0 / 7 |                |
| В/П в сезоне                 | 0-2   | 0-1   | 0-1   | 0-1   | 0-1   | 0-0   |       | 0-6            |
| Олимпийские игры             |       |       |       |       |       |       |       |                |
| Олимпиада                    | НП    | -     | НП    | -     | НП    | П     | 1 / 1 | 4-0            |

## Награды и звания
- Почётная грамота Президента Российской Федерации (19 июля 2013 года) — за высокие спортивные достижения на XXVII Всемирной летней универсиаде 2013 года в городе Казани[9]
- Мастер спорта международного класса
- Орден Дружбы (11 августа 2021 года) — за большой вклад в развитие отечественного спорта, высокие спортивные достижения, волю к победе, стойкость и целеустремленность, проявленные на Играх XXXII Олимпиады 2020 года в городе Токио (Япония)[10].
- Заслуженный мастер спорта России (2021)[11].